# Col d'Allos
Le col d'Allos est un col de montagne des Alpes du Sud, situé dans le département français des Alpes-de-Haute-Provence en région Provence-Alpes-Côte d'Azur.

## Géographie

### Localisation
Reliant la vallée de l'Ubaye, au nord, à celle du Verdon, au sud, le col d'Allos se situe à 2 240 mètres d'altitude, à la limite des communes d'Allos et d'Uvernet-Fours. Il se trouve entre les massifs du Pelat et des Trois-Évêchés, à proximité de la source du Verdon.

### Accès
Située sur la route des Grandes Alpes, la route présente une déclivité moyenne de 5,5 %, avec des maxima à 9 % et est ouverte de mai à octobre.

## Histoire
La route du col est ouverte à la circulation en 1891.
En raison d'un éboulement sur la RD 908 à hauteur d'Uvernet-Fours, le versant nord est resté fermé à la circulation du 16 avril à fin juillet 2021.

## Cyclisme

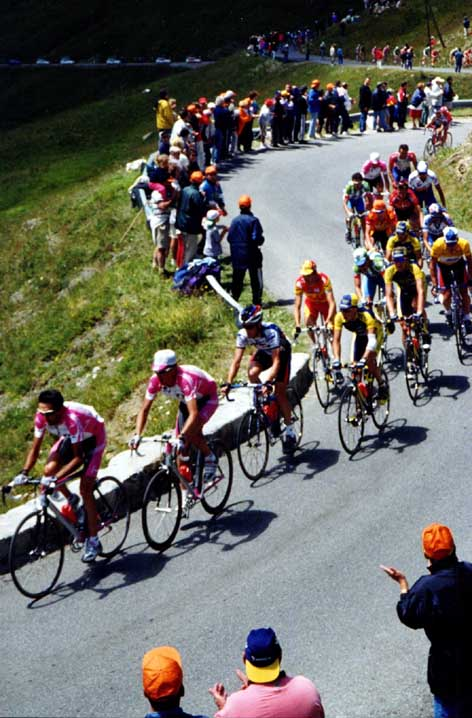
Étape du Tour de France au col d'Allos en 2000.

Le col d'Allos a été franchi au total à 34 reprises par le Tour de France, dont 9 depuis 1947. Il a été classé en 1re catégorie lors de ses 6 derniers passages. Voici les coureurs qui ont franchi les premiers le col :
| Année | Étape | Catégorie | Coureur                              |
| ----- | ----- | --------- | ------------------------------------ |
| 1911  | 6e    |           | François Faber                       |
| 1912  | 6e    |           | Octave Lapize                        |
| 1913  | 10e   |           | Lucien Petit-Breton                  |
| 1914  | 10e   |           | Firmin Lambot et Henri Pélissier     |
| 1919  | 10e   |           | Honoré Barthélémy                    |
| 1920  | 10e   |           | Firmin Lambot                        |
| 1921  | 10e   |           | Hector Heusghem et Honoré Barthélémy |
| 1922  | 10e   |           | Jean Alavoine                        |
| 1923  | 10e   |           | Henri Pélissier                      |
| 1924  | 10e   |           | Nicolas Frantz                       |
| 1925  | 13e   |           | Auguste Verdyck                      |
| 1926  | 14e   |           | Lucien Buysse                        |
| 1927  | 16e   |           | Nicolas Frantz                       |
| 1928  | 13e   |           | Nicolas Frantz                       |
| 1929  | 14e   |           | Joseph Demuysere                     |
| 1930  | 15e   |           | Benoît Faure                         |
| 1931  | 15e   |           | Joseph Demuysere                     |
| 1932  | 11e   |           | Benoît Faure                         |
| 1933  | 9e    |           | Fernand Fayolle                      |
| 1934  | 9e    |           | René Vietto                          |
| 1935  | 9e    |           | Félicien Vervaecke                   |
| 1936  | 9e    |           | Julián Berrendero                    |
| 1937  | 9e    |           | Mario Vicini                         |
| 1938  | 14e   |           | Gino Bartali                         |
| 1939  | 15e   |           | Edward Vissers                       |
| 1947  | 9e    | 1re       | René Vietto                          |
| 1948  | 13e   | 2e        | Jean Robic                           |
| 1949  | 16e   | 2e        | Fausto Coppi                         |
| 1957  | 11e   | 1re       | Louis Bergaud                        |
| 1967  | 11e   | 1re       | Georges Chappe                       |
| 1969  | 11e   | 1re       | Luis Pedro Santamarina               |
| 1975  | 15e   | 1re       | Eddy Merckx                          |
| 2000  | 14e   | 1re       | Pascal Hervé                         |
| 2015  | 17e   | 1re       | Simon Geschke                        |